# Осипов, Юрий Сергеевич (боксёр)
Юрий Сергеевич Осипов (род. 7 августа 2000, Сафоново, Смоленская область, Россия) — российский боксёр-любитель и профессионал, выступающий в первой средней и в средней весовых категориях.
Мастер спорта России международного класса (2022), член сборной России по боксу (2021—н.в.), серебряный (2021) и двукратный бронзовый (2020, 2022) призёр чемпионата России, чемпион Всероссийской Спартакиады (2022), победитель и призёр международных и всероссийских турниров в любителях.
Лучшая позиция по рейтингу BoxRec — 645-я (август 2023) и является 13-м среди российских боксёров первой средней весовой категории, — входя в ТОП-645 лучших профессиональных боксёров первого среднего веса всего мира.

## Биография
Родился 7 августа 2000 года в городе Сафоново, в Смоленской области, в России.
Рос и учился в городе Вязьма Смоленской области. А затем переехал в Москву, где в 2016—2020 годах учился и окончил Колледж физической культуры и спорта «Спарта». Сейчас он продолжает жить и тренироваться в Москве, и кроме участия в любительских и профессиональных боксёрских поединках он также подрабатывает персональным тренером по боксу.

## Любительская карьера

### 2018—2020 год
В 2018 году он выполнил норматив и ему было присвоено спортивное звание «Мастер спорта России» по боксу.
В ноябре 2019 года впервые участвовал на взрослом чемпионате России в Самаре, где он в 1-м среднем весе (до 69 кг), в первом же раунде соревнований единогласным решение судей (0:5) проиграл опытному Шахабасу Махмудову, — который в итоге стал чемпионом России 2019 года.
В декабре 2020 года в Оренбурге стал бронзовым призёром чемпионата России в весе до 69 кг. Где он в первом раунде соревнований по очкам победил Сергея Паняна, затем в 1/8 финала по очкам победил Халида Ягубзаде, в четвертьфинале со счётом 5:0 победил опытного Вадима Мусаева, но в полуфинале единогласным решение судей (0:5) опять проиграл опытному Шахабасу Махмудову.

### 2021—2022 год
В начале сентября 2021 года в Кемерово стал серебряным призёром чемпионата России в категории до 71 кг. Где он в первом раунде соревнований по очкам победил Кирилла Титова, затем в 1/8 финала по очкам победил Артура Кулакова, в четвертьфинале со счётом 5:0 победил Игоря Свиридченкова, в полуфинале раздельным решение судей (3:2) победил Ивана Ступина, но в финале раздельным решением судей (1:4) проиграл бой опытному Вадиму Мусаеву.
В декабре 2021 года стал победителем в весе до 71 кг на престижном 64-м международном турнире «Золотая перчатка» в Лознице (Сербия), в финале победив по очкам опытного соотечественника грузинского происхождения Халида Ягубзаде.
И 31 мая 2022 года ему было присвоено спортивное звание «Мастер спорта России международного класса».
В августе 2022 года, в Москве стал победителем в категории до 71 кг Всероссийской Спартакиады между субъектами РФ по летним видам спорта среди сильнейших спортсменов, где он в четвертьфинале единогласным решением судей победил Алексея Дёмина, затем в полуфинале единогласным решением судей победил Игоря Свиридченкова из Воронежской области, и в финале единогласным решением судей победил Дмитрия Захарова из ХМАО-Югра.
В начале октября 2022 года в Чите стал бронзовым призёром на чемпионате России в категории до 71 кг, где он в 1/8 финала соревнований по очкам единогласным решением судей (5:0) победил Даниила Тетерева, в четвертьфинале по очкам единогласным решением судей (5:0) победил Алексея Скомороха, но в полуфинале раздельным решением судей (1:4) проиграл Игорю Свиридченкову, — который в итоге стал чемпионом России 2022 года.

## Профессиональная карьера
8 ноября 2021 года состоялся его дебют на профессиональном ринге в Москве, в 1-м среднем весе, когда он досрочно в 1-м же раунде нокаутом победил соотечественника Рустама Керимова (0-5).
В июле 2022 года в составе команды «Москва» стал бронзовым призёром коммерческого командного всероссийского турнира «Матч ТВ Кубок Победы» организованным телеканалом «Матч ТВ» с призовым фондом в 20 млн. рублей, суперфинал которого прошёл в Серпухове. Этот турнир прошёл по полупрофессиональным правилам: проходили 4-х раундовые бои по профессиональным правилам, но в мягких любительских боксёрских перчатках. Осипов выступал в весе до 70 кг, где он в частности единогласным решением судей победил Ислама Муцольгова (Республика Ингушетия) и принёс команде «Москва» итоговую победу в противостоянии с командой «Сталинград» в рамках второго этапа «Матч ТВ Кубок Победы», и затем ещё на следующем этапе он досрочно техническим нокаутом в 4-м раунде победил Руслана Трушникова из команды «Сибирь».
21 февраля 2023 года в Москве (Россия) единогласным решением судей победил небитого кубинца Леньера Гонсалеса (дебют).

## Статистика профессиональных боёв
В таблице перечислены результаты всех поединков боксёров.
В каждой строке указан результат поединка. Дополнительно номер поединка обозначен цветом, который обозначает итог поединка. Расшифровка обозначений и цветов представлена в нижеследующей таблице.
| Пример | Расшифровка                     |
| ------ | ------------------------------- |
|        | Победа                          |
|        | Ничья                           |
|        | Поражение                       |
|        | Планируемый поединок            |
|        | Поединок признан несостоявшимся |
| КО     | Нокаут                          |
| ТКО    | Технический нокаут              |
| PTS    | Решение судей (по очкам)        |
| UD     | Единогласное решение судей      |
| MD     | Решение большинства судей       |
| SD     | Раздельное решение судей        |
| RTD    | Отказ от продолжения боя        |
| DQ     | Дисквалификация                 |
| NC     | Поединок признан несостоявшимся |

| 4 поединка, 4 победы (3 нокаутом). | 4 поединка, 4 победы (3 нокаутом). | 4 поединка, 4 победы (3 нокаутом). | 4 поединка, 4 победы (3 нокаутом). | 4 поединка, 4 победы (3 нокаутом).   | 4 поединка, 4 победы (3 нокаутом). | 4 поединка, 4 победы (3 нокаутом). |
| Бой                                | Рекорд                             | Дата боя                           | Соперник                           | Место проведения боя                 | Раундов, время                     | Дополнительно                      |
| ---------------------------------- | ---------------------------------- | ---------------------------------- | ---------------------------------- | ------------------------------------ | ---------------------------------- | ---------------------------------- |
| 4                                  | 4-0                                | 21 февраля 2023                    | Леньер Гонсалес (дебют)            | УСК «Крылья Советов», Москва, Россия | UD 6 (6)                           |                                    |
| 3                                  | 3-0                                | 25 апреля 2022                     | Евгений Климов (2-7-1)             | «ГлавClub», Москва, Россия           | TKO 4 (6), 2:37                    |                                    |
| 2                                  | 2-0                                | 3 февраля 2022                     | Константин Тарарышкин (0-3)        | УСК «Крылья Советов», Москва, Россия | TKO 3 (6), 2:27                    |                                    |
| 1                                  | 1-0                                | 8 ноября 2021                      | Рустам Керимов (0-5)               | Boxing & Gym Academy, Москва, Россия | KO 1 (4), 2:16                     | Дебют в профессиональном боксе.    |

## Спортивные результаты
- Чемпионат России по боксу 2020 года — ;
- Чемпионат России по боксу 2021 года — ;
- Чемпионат России по боксу 2022 года — ;
- Всероссийская спартакиада 2022 года — .

### Международные турниры
- 64-й международный турнир «Золотая перчатка» в Лознице (Сербия), 2021 год — .